# Colin Morgan
Colin Morgan (Armagh, 1 de enero de 1986) es un actor británico.
Realizó papeles secundarios en The Catherine Tate Show en 2007 y en Doctor Who, antes de ser elegido para el personaje principal de la serie Merlín en 2008, trabajo por el que ganó un National Television Award a la mejor Actuación Dramática en 2013.
Debutó en cine en 2010, interpretando a Cathal O'Regan en la película irlandesa Parked. En 2011 fue Calum en la adaptación cinematográfica de la novela Island, de Jane Rogers. Ha trabajado en numerosas obras de teatro, entre ellas Todo sobre mi madre, Vernon God Little, A Prayer for My Daughter, Our Private Life, The Twenty Four Musicals Celebrity Gala, La tempestad y Mojo.

## Primeros años
Colin Morgan nació el 1 de enero de 1986 en Armagh (Irlanda del Norte). Es hijo de Bernard Morgan (un pintor y decorador) y de Bernadette «Bernie» Morgan (una enfermera), tiene un hermano tres años mayor llamado Neil Morgan. Asistió al Integrated College Dungannon, donde ganó el Denis Rooney Associates Cup al mejor estudiante en tercer año.
Creció en una localidad con problemas, donde vivía el escenario poco común de ser despertado en medio de la noche, y tener que evacuar a la familia de la casa inmediatamente, porque había una bomba casera en la casa de al lado. Se interesó en el teatro desde muy corta edad y estaba decidido a estudiar actuación, sin embargo, en Irlanda del Norte hay muy pocas universidades que ofrecen el teatro como opción. El lugar más cercano era en Belfast, con el único inconveniente de que tardaba en llegar en autobús una hora y veinte minutos todos los días durante dos años.[cita requerida]
Había otra razón por la que era peligroso asistir a la universidad en Belfast: Morgan es católico y la universidad a la que quería asistir estaba en una zona con problemas de religión. En el verano se matriculó en la universidad, cuando paramilitares enmascarados irrumpieron en el edificio, en busca de estudiantes católicos pidiéndoles que pronunciaran la letra H (la razón de esto es que los católicos y los protestantes en general pronuncian la letra diferente). Se les dijo a los estudiantes que cualquier católico sería fusilado. Al final, nadie resultó herido, y Morgan siempre le resta importancia a este episodio, diciendo que él no experimentó ningún problema cuando estaba en la universidad, a pesar de la terrible violencia que ha asolado Irlanda del Norte a lo largo de las generaciones.[cita requerida]
Después de conseguir el Diploma Nacional de Artes Interpretativas en el Belfast Institute of Further & Higher Education en 2004, estudió en el Real Conservatorio de Escocia, de donde se graduó en 2007. En noviembre de 2010, Morgan fue honrado por el Belfast Metropolitan College con un Premio de Distinción por su contribución a las Artes.

## Carrera
Comenzó en 2002, a los 16 años, con una audición para el programa You're a Star, pero no fue aceptado.
Debutó en teatro en 2007, en la adaptación de la película de Pedro Almodóvar Todo sobre mi madre en el teatro Old Vic. También interpretó a Vernon Little en la adaptación de Vernon God Little, de DBC Pierre, en el Young Vic. En 2008, fue Jimmy Rosario en la producción de Thomas Babe, A Prayer for My Daughter. En 2011, interpretó a Carlos en una puesta del Royal Court Theatre de Our Private Life.
Debutó en cine en 2010, interpretando al personaje de Cathal O'Regan en la película irlandesa Parked. Y como Calum, en la adaptación cinematográfica de la novela Island, de Jane Rogers.
Morgan también realizó personajes secundarios en diversos programas de televisión como The Catherine Tate Show en 2007, y el episodio de Doctor Who Medianoche en 2008.

### Merlín
Su carrera dio un giro inesperado cuando fue elegido como el personaje principal en la serie británica Merlín (2008-2012), al lado de jóvenes actores como Bradley James (Arturo), Katie McGrath (Morgana), Angel Coulby (Gwen), así como experimentados actores como Anthony Head (Uther Pendragon) y Richard Wilson (Gaius). Ganó varios premios por su trabajo en la serie, entre ellos un National Television Award a la mejor Actuación Dramática en 2013.
En 2009, con Bradley James, hizo un viaje de investigación sobre leyendas artúricas para un programa especial de la BBC de Gales, titulado The Real Merlin and Arthur.

### Otros proyectos
El 14 de abril de 2012, Morgan leyó testimonios reales de sobrevivientes del Titanic en Titanic: A Commemoration in Music and Film, transmitido en vivo por la BBC2 desde el Waterfront Hall de Belfast.
En 2013, participó como actor invitado en la serie Quirke, en el papel de Jimmy Minor en el episodio «Elegy for April». Fue elegido para interpretar a Ariel en La tempestad, de Shakespeare. Junto a Brendan Coyle, Rupert Grint, Tom Rhys Harries, Ben Whishaw y Daniel Mays, formó parte del elenco de Mojo, de Jez Butterworth, ambientada en la Londres de los años 50 y basada en hechos reales. También participó en la película Legend, en el papel de Fankie Shea.

## Filmografía

### Televisión
Serie Sandman. Episodio 12, temporada 2.
| Año            | Título                     | Papel        | Notas                                                    |
| -------------- | -------------------------- | ------------ | -------------------------------------------------------- |
| 2007           | The Catherine Tate Show    | John Leary   | Episodio: «Christmas Special»                            |
| 2008           | Doctor Who                 | Jethro Cane  | Episodio: «Medianoche»                                   |
| 2008           | Doctor Who Confidential    | Él mismo     | Episodio: «Look Who's Talking»                           |
| 2008-2012      | Merlín                     | Merlín       | 5 temporadas de 13 episodios (Papel principal)           |
| 2009           | The Real Merlin and Arthur | Él mismo     | Programa especial de la BBC acompañado por Bradley James |
| 2013           | Quirke                     | Jimmy Minor  | Episodio: «Elegy for April»                              |
| 2014           | The Fall                   | Tom Anderson | 6 episodios                                              |
| 2014-2015 2018 | Humans                     | Leo          | Protagonista junto a Katherine Parkinson                 |

### Cine
| Año  | Título                     | Papel               | Notas          |
| ---- | -------------------------- | ------------------- | -------------- |
| 2010 | Parked                     | Cathal O'Regan      | Protagonista   |
| 2011 | Island                     | Calum MacLeod       | Protagonista   |
| 2015 | A Testament of Youth       | Victor Richardson   | Coprotagonista |
| 2015 | Legend                     | Frankie/Franck Shea | Protagonista   |
| 2016 | The Huntsman: Winter's War | Duke of Blackwood   |                |
| 2024 | Hasta el fin del mundo     | TBA                 |                |

### Teatro
| Año       | Título                                  | Papel                 | Teatro                |
| --------- | --------------------------------------- | --------------------- | --------------------- |
| 2007      | Todo sobre mi madre                     | Esteban Torres        | Old Vic               |
| 2007      | Vernon God Little                       | Vernon Little         | Young Vic             |
| 2008      | A Prayer for My Daughter                | James «Jimmy» Rosario | Young Vic Theatre     |
| 2011      | Our Private Life                        | Carlos                | Royal Court Theatre   |
| 2012      | The Twenty Four Musicals Celebrity Gala | Gary                  | Old Vic               |
| 2013      | La tempestad                            | Ariel                 | Shakespeare's Globe   |
| 2013-2014 | Mojo                                    | Skinny                | Harold Pinter Theatre |

### Radio
| Año  | Título     | Papel | Radio       |
| ---- | ---------- | ----- | ----------- |
| 2009 | Cry Babies | Roger | BBC Radio 4 |

## Premios y nominaciones

### Televisión
| Año  | Premio                         | Categoría                         | Papel  | Resultado |
| ---- | ------------------------------ | --------------------------------- | ------ | --------- |
| 2008 | Variety Club Showbiz Awards    | Premio Revelación                 | Merlín | Ganador   |
| 2009 | Monte Carlo TV Festival awards | Mejor Actor (drama)               | Merlín | Nominado  |
| 2010 | Monte Carlo TV Festival awards | Mejor Actor (drama)               | Merlín | Nominado  |
| 2011 | Monte Carlo TV Festival awards | Mejor Actor (drama)               | Merlín | Nominado  |
| 2011 | TV Choice Awards               | Mejor Actor                       | Merlín | Nominado  |
| 2011 | TV Quick Award                 | Mejor Actor                       | Merlín | Nominado  |
| 2012 | TV Quick Award                 | Mejor Actor                       | Merlín | Nominado  |
| 2012 | Virgin Media TV Awards         | Mejor Actor                       | Merlín | Ganador   |
| 2013 | National Television Awards     | Mejor actuación dramática: Hombre | Merlín | Ganador   |
| 2013 | SFX Awards (UK)                | Mejor Actor                       | Merlín | Ganador   |

### Teatro
| Año  | Premio          | Categoría                                  | Papel | Resultado |
| ---- | --------------- | ------------------------------------------ | ----- | --------- |
| 2013 | West End Awards | Mejor Actor en una nueva producción o obra | Ariel | Ganador   |